# Zapora Mazar
Zapora Mazar – zapora wodna i elektrownia wodna przepływowa na rzece Paute, w prowincji Cañar w Ekwadorze, zbudowana w latach 2005–2011 w celu uniknięcia ryzyka wystąpienia konieczności racjonowania energii w regionie. Zapora ma wysokość 183 metrów. Wzniesiono ją z betonu.

## Historia
Rzeka Paute położona jest na górzystym obszarze w południowym Ekwadorze. Począwszy od lat 70. XX wieku wdrażany jest projekt wykorzystania potencjału hydroenergetycznego rzeki. W 1976 roku rozpoczęto budowę pierwszej zapory – Paute. Zapora Mazar miała być drugą z czterech zapór wzniesionych zgodnie z założeniami projektu. Koszty budowy sięgnęły 600 mln USD. Budowę rozpoczęto w marcu 2005 roku. W lutym 2011 roku zaporę wraz z elektrownią oddano do użytku. Jej uroczystego otwarcia dokonał prezydent Ekwadoru Rafael Correa. W tym samym roku rozpoczęto budowę trzeciej elektrowni – Sopladora – która została ukończona w 2016 roku.

## Budowa
Tama jest zbudowana z betonu i ma wysokość 183 metrów. Do jej budowy użyto około 204 tysięcy m³ betonu. Znajdują się w niej dwa przelewy o łącznej przepustowości 7500 m³/s. Jeden z nich jest kontrolowany przez jaz, zaś druga – przez śluzę o szerokości 15 metrów i wysokości 13 metrów. Elektrownia zlokalizowana jest pod ziemią. Jest ona długa na 64 metry, szeroka na 20 metrów i wysoka na 39 metrów. W jej wnętrzu zlokalizowano dwie turbiny Francisa o mocy 97MW każda. Wodę do turbin doprowadza długi na 384 metry podziemny tunel zasilający o średnicy 6,3 metrów. Tunel odpływowy ma długość 642 metrów i średnicę 8 metrów.